# Severus Frater
Severus Frater är ett anonymnamn för en träsnidare verksam under 1450-talet.
Severus Frater, Den stränge brodern, var en birgittinsk lekbroder som omkring 1450 skar elva kända helgonbilder i Östergötland som numera finns mer eller mindre fragmentariskt bevarade. Bland hans skulpturer räknades aposteln Jakob den äldre i Vadstena klosterkyrka och bilden Sankta Anna i Appuna kyrka.